# Nigeria i olympiska sommarspelen 1956
Nigeria deltog med 10 deltagare vid de olympiska sommarspelen 1956 i Melbourne. Ingen av landets deltagare erövrade någon medalj.